# Warner Mack
Warner Mack, geboren als Warner MacPherson, (Nashville (Tennessee), 2 april 1935 – aldaar, 1 maart 2022) was een Amerikaanse countryzanger en songwriter.

## Jeugd
Warner MacPherson groeide op in Vicksburg. Als buitengewoon goede sporter stond hij dicht bij een carrière als honkbalprof, maar hij besloot uiteindelijk voor een carrière in de muziek. Zijn instap in de muziekbusiness lukte met een verbintenis bij de Louisiana Hayride-show. Daarnaast werkte hij in een autobandenfabriek en als omroeper bij een radiostation. Later wisselde hij naar de Ozark Jubilee-show.

## Carrière
In 1957 verhuisde hij naar Nashville en tekende een contract bij Decca Records. Een secretaresse verstond zijn naam niet goed, en zo werd Warner MacPherson Warner Mack. Zijn eerste zelf gecomponeerde song Is It Wrong (For Loving You) kon zich al plaatsen in de country-top 10. Daarna had Mack met de rockabillysong Roc-A-Chica een nieuwe kleine hit. Er volgde dan een lange periode zonder hits. In 1961 stapte hij over naar Kapp Records, waar hij meerdere albums uitbracht. Ten slotte keerde hij terug bij Decca Records. In 1963 had hij met Sittin' in an All Nite Cafe een top 10-hit.
Na een zwaar auto-ongeluk, dat hem voor meerdere maanden uitschakelde, had hij in 1965 een grote hit met The Bridge Washed Out. De song hield meer dan zes maanden stand in de hitlijst en bereikte uiteindelijk de toppositie. Er volgde een lange reeks top 10- en top 20-hits, die aanhield tot begin jaren 1970. In 1973 verliet hij Decca Records. Na een onderbreking van vier jaar voegde hij zich bij Pageboy Records, waar hij nog enkele kleine hits had. Er was echter nog altijd vraag naar zijn songs.
In de loop van zijn carrière componeerde hij meer dan 200 titels, waarvan een deel topposities in de countryhitlijst haalden.

## Overlijden
Warner Mack overleed op 1 maart 2022 op 86-jarige leeftijd.

## Discografie

### Albums (Decca Records)
- 1965:	The Bridge Washed Out
- 1966:	The Country Touch
- 1967:	Drifting Apart
- 1967:	Songs We Sang In Church & Home
- 1968:	The Many Moods Of Warner Mack
- 1969:	The Country Beat of Warner Mack
- 1969:	I'll Still Be Missing You
- 1970:	Love Hungry
- 1971:	You Make Me Feel Like A Man

- Gemeinsame Normdatei: 1013571185
- International Standard Name Identifier: 0000 0001 2213 1827
- Library of Congress Control Number: no98024312
- MusicBrainz: 5577aaf6-90b0-4793-a575-618514eda127
- Nationale Bibliotheek van Tsjechië: mzk2005266618
- Virtual International Authority File: 84604136
- WorldCat: E39PBJkXyyYfgH3xmBWVKGQQbd